# Bambi-Verleihung 1978
Die 29. Bambi-Verleihung fand am 17. Februar 1978 im Bayerischen Hof in München statt. Die Preise beziehen sich auf das Jahr 1977.

## Die Verleihung
Zum Jubiläum 30 Jahre Bambi übernahm Hubert Burda die Verantwortung für den Bambi von seinem Vater Franz. Allerdings nicht so ganz, denn dieser verlegte die Verleihung in den beiden Showstar-Kategorien auf die Feier seines 75. Geburtstags. Dort übergab er die Preise an Peter Alexander und Baccara selbst.
Die Vergabe des Bambi an Anwar as-Sadat für seine Annäherung an Israel wurde in der Presse kritisiert.

## Preisträger
Aufbauend auf die Bambidatenbank.

### Beliebteste Kinderserie
Josef Göhlen für Heidi

### Beliebteste Schauspielerin
Jutta Speidel für Drei sind einer zuviel

### Beliebtester männlicher Showstar
Peter Alexander

### Beliebtester Schauspieler
Heinz Rühmann

### Beliebtester weiblicher Showstar
Baccara für Yes Sir, I Can Boogie

### Beste deutsche Schauspielerin
Lisa Kreuzer für Der amerikanische Freund

### Bester Filmschauspieler
Mario Adorf für Der Hauptdarsteller

### Bester Regisseur
Fred Zinnemann für Julia

### Bestes Buch & Regie
Peter Handke für Die linkshändige Frau

### Nachwuchsentdeckung Film
Katerina Jacob für Grete Minde

### Friedensbemühungen, wichtigste Begegnung des Jahres 1977
Anwar as-Sadat

### Bestes Politmagazin
Franz Alt für Report

### Fernsehentdeckung des Jahres
Emil Obermann für Nach Mogadischu

### Schauspielerische Leistungen
Nastassja Kinski für Tatort: Reifezeugnis

### Überragende ausländische Filmschauspielerin des Jahres
Isabelle Adjani für Die Geschichte der Adèle H.